# 摩西与一神教
《摩西与一神教》（德語：Der Mann Moses und die monotheistische Religion；英语：Moses and Monotheism）是1939年西格蒙德·弗洛伊德的一部书籍。这是弗洛伊德的最后一部原创作品，完成于1939年夏天，当时他已经病入膏肓。同年，其英译本出版。
这本书引发了很大争议。弗洛伊德认为摩西实际上是埃及人，而不是希伯来奴隶（如《出埃及记》中所述）。弗洛伊德提出摩西曾是阿肯那顿的一名神职人员，他在法老死后逃离埃及，并继续宣扬一神教。

## 内容
这本书由三篇文章组成。弗洛伊德将精神分析学和他对埃及学、考古学的理解结合，以此改写历史。弗洛伊德说摩西不是希伯來人，而是实际上出生于古埃及贵族家庭，可能是“世界上有记录以来最早的一神論者”阿肯那顿的追随者。
弗洛伊德根据阿玛纳的新发现重新诠释了圣经中记载的摩西。 阿马尔那时期对古埃及太阳神阿頓的一神崇拜在1887年才刚刚被发现，相关研究刚刚起步，弗洛伊德的作品就是其中之一，引发了大量争议。
据弗洛伊德，摩西带领亲信在大约公元前1350年阿肯那顿去世后的动荡时期离开埃及，随后在叛乱中被杀，他的亲信后来又加入了米甸的另一个一神教部落，后者崇拜的是火山神耶和华。太阳神信仰和火山神信仰由此结合。之后发生的神迹属于一位米甸祭司，他后来也被称为摩西。也就是说摩西是一个复合人物。
弗洛伊德说，在埃及的摩西被谋杀几个世纪后，叛乱者对他们的行为感到后悔，从而创造弥赛亚信仰，希望摩西作为以色列人的救世主回归。这本书使用了弗洛伊德在《图腾与禁忌》中首次提出神谱。

## 评价
神话学家約瑟夫·坎伯说弗洛伊德关于摩西是埃及人的说法让他的许多崇拜者感到震惊，并受到大量批评。
神学家羅雲·威廉斯表示，弗洛伊德对犹太教起源的描述是“非常荒谬的”（painfully absurd），它并不科学，只是“富有想象力的框架”（imaginative frameworks）。圣经考古学家威廉·福克斯韦尔·奥尔布赖特也说这本书“完全没有运用严肃的历史学手段”，处理历史数据的方法过于随意。
圣经学者理查德·埃利奥特·弗里德曼（Richard Elliot Friedman）说“即使弗洛伊德在个别观点上犯了错误，它仍具有非常深刻的洞察力和巨大的指导价值”。